# Comtoise

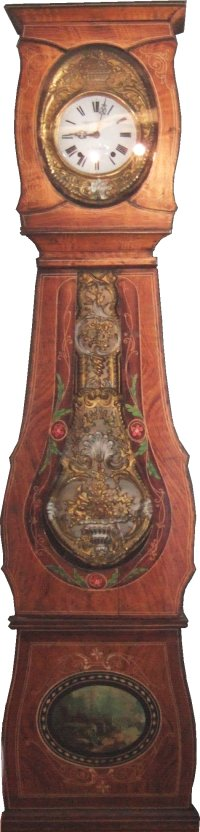
Comtoise del XIX secolo. Musée Couven (Aquisgrana)

Comtoise è un tipo di orologi costruiti nella regione della Franca contea a partire dalla fine del seicento fino al 1923, anno nel quale la produzione affidata a numerose famiglie collaboranti tra i paesi vicini cessarono la produzione.
Parte da una struttura originariamente destinata agli orologi da edificio: una gabbia di ferro contiene due colonne che sostengono il treno del tempo ed altre due a fianco sostengono il treno della suoneria. In mezzo la ruota di minuteria e la chiocciola della suoneria sono sostenute fino alla fine del settecento da un'altra piccola colonna, dopo da un gomito fissato alla prima colonna del tempo. Caratteristica delle comtoise è di aver seguito con le decorazioni della facciata tutte le situazioni politiche francesi dalla metà del settecento fino al tempo di Luigi Filippo. Ed in seguito di essersi adeguate alle varie mode dal 1840 fino al liberty.
Conclusero la produzione probabilmente per costi non più competitivi con qualche modello a cassa in legno in stile decò appunto verso il 1923.
Le facciate nei modelli del settecento nella seconda metà del secolo sono in ottone fuso con il tema ricorrente di due piccoli uccellini ed un gallo nel mezzo che con una zampa si appoggia ad uno scudo, e con l'altra ad una torre. La ragione di queste raffigurazioni è in quella sorte di immagine/geroglifico che rappresenta ad un pubblico che non sa molto leggere, una storia più facile da interpretare: il gallo è simbolo del risveglio e della sorveglianza, nello scudo al quale si appoggia si trovano prima i tre gigli d'oro simbolo dei Capeto poi una catena che circonda lo scudo come simbolo di unione intorno al re. In seguito comparvero i simboli rivoluzionari: due mani che si serrano, il berretto frigio, il triangolo.
Nelle rappresentazioni più antiche sotto al gallo c'è la testa di Mercurio. Questi appare in effetti nello stemma dei Capeto (altro geroglifico) non credo che volesse attribuire qualità solari al sovrano, ma piuttosto temporali: ogni giorno sorge (mercurio) sotto il volere del sovrano. Quanto al gallo che si appoggia alla torre, anche qui c'è da dire che i galli normalmente sono in cortile e non sulle torri, quindi è più probabile che nelle prime rappresentazioni il gallo si appoggiasse su di una clessidra che, difficile da realizzare bene con i processi di fusione di allora, alla fine sembrasse una torre. Bel simbolo, ma privo di significato, mentre una clessidra indicava più realmente lo scorrere del tempo minuto. Quindi avevamo: il sole che sorge (mercurio) il gallo che cantava il suo sorgere ed i minuti (clessidra). Era insomma la continua rappresentazione del potere centrale del sovrano (sole) intorno al quale si muovevano i corpi dello stato (pianeti) esercito, clero nobiltà e popolo.
Dopo la rivoluzione e la morte di Luigi XVI le figure che man mano apparivano sul teatro della politica finivano anche nelle cornici delle comtoises (sempre in ottone fuso) (rivoluzionarie): la giustizia, la vittoria, la ragione e dopo Napoleone re ed imperatore. La differenza tra queste due ultime è nell'aquila presente sulla cimasa ed incoronata nel secondo caso. La differenza tra le cornici in ottone fuso del 700 e le copie è soprattutto nella qualità della fusione: le prime sono sottili e pulite, le seconde, fusioni di seconda e di terza pesanti ed impastate. Piccola parentesi, durante la rivoluzione era molto pericoloso avere immagini del re in casa ed in qualunque forma, per questo molte cornici di comtoise in ottone fuso sono sfregiate: venivano limati i tre gigli d'oro nello scudo o, in quelle Luigi XV, il volto del re nel centro dei cartouches. La differenza era, in alcuni casi, la prigione. Quindi se le trovate rovinate vuol dire che sono vere e non finte.
Le cornici in ottone stampato sono nate nei primi del 1800 tra il 20 ed il 30: tra due matrici si metteva il foglio arroventato di ottone e con più pressioni si imprimeva con l'altorilievo, che in genere rappresentava il sole con ai lati le cornucopie dell'abbondanza e le palme della vittoria (tanto per dire che la propaganda a qualcosa serviva). Il sole era quello di Carlo X ed il brevetto di Paget. È stata realizzata una cornice simile, ma nel secondo impero al tempo di Napoleone III con un gran sole radiante e senza cornucopie, ma a differenza della prima la cornice è realizzata in un pezzo solo anziché in due come l'antica. Le cornici in ottone seguivano la moda del tempo ed anche la diffusione di questi orologi: le prime erano strettamente politiche le seconde (In un pezzo solo)furono realizzate dopo il 1840. La simbologia era più romantica: contadini che arano o che pigiano l'uva o che danzano, pochi simboli di guerra (non molto amati) e pochissimi con Napoleone, veramente rari, ed in genere realizzati in una zona diversa dalle altre. (le comtoise non sono fabbriche, ma famiglie), ma ne parleremo in seguito.
Solo un tipo di cornice era dorato con un particolare tipo di doratura sono le hora fugit questa scritta si trova sotto una lentina tra le due cornucopie l'epoca è CarloX. Dorate anche verso la fine dell'800,con motivi di fiori o geometrici.

## Pulitura
Se sono sorti du grenier ossia sono sporche di olio secco, polvere ed un po' di ruggine, vanno pulite con: acqua bollente, ammoniaca, bicarbonato acido di sodio, un po' di sapone liquido da piatti mettendoli a bagno, naturalmente dopo averle smontate. Questo lavaggio è abbastanza energico da sciogliere tutti i grassi, il metallo dovrebbe risultare pulito tranne eventuali macchie di ruggine. La cornice ed il quadrante si lavano a parte, il quadrante in smalto si lava con acqua e sapone solo davanti e per togliere le velature conviene immergerlo in candeggina per qualche minuto. Per la cornice, se dorata, è meglio usare acqua, sapone ed un poco di ammoniaca; se invece è in ottone si immerge in acqua ed ammoniaca e si strofina con un pennello buttando della polvere di bicarbonato mentre si lavora. Le macchie di ruggine si tolgono dal meccanismo usando delle spazzole di acciaio morbide, sull'ottone degli ingranaggi delle spazzole, morbide, in filo di ottone. A risultato ottenuto si pulisce con un panno di cotone imbevuto con un po' di olio da macchina da cucire. Nei fori dei perni si passa uno stecchino di legno imbevuto di olio. Se disponete di un contenitore sufficiente e chiuso potete come trattamento finale disporre tutti i pezzi all'interno e non a contatto tra loro, meno la gabbia la cornice ed il quadrante, e spruzzare uno spray al silicone di quello usato per impermeabilizzare i contatti elettrici; lasciate depositare per un quarto di ora e poi passate un panno pulito.
I perni vanno politi (non è un errore di ortografia): con spazzola di feltro e pasta bianca da politura devono essere resi lucidi a specchio altrimenti quando girano nei fori dei pilastrini fanno un effetto lima e rovinano tutto.
L'alternativa, più utilizzata dagli orologiai, è la pulitura dei singoli pezzi in Ti-Bi, liquido creato apposta per sgrassare e detergere pezzi metallici come ottone, rame e ferro. Si immerge il tutto in soluzione, meglio se a 30- 35 °C, e si lascia agire per circa 10 minuti (utilizzando anche una vaschetta ad ultrasuoni per smuovere le macchie di unto più incrostate). Passati 10 minuti si estraggono i pezzi e si risciacquano in acqua corrente e sapone per piatti, per poi passarli in alcool denaturato. Per asciugare al meglio i pezzi senza lasciare troppi residui è meglio far evaporare l'alcool con un getto d'aria, come aria compressa (a bassa pressione).
La meccanica va poi rimontata e lubrificata con olii appositi, nei giusti punti e nella corretta quantità.